# Tachinobia zairensis
Tachinobia zairensis är en stekelart som beskrevs av Miktat Doganlar 1993. Tachinobia zairensis ingår i släktet Tachinobia och familjen finglanssteklar. Inga underarter finns listade i Catalogue of Life.